# 善き牧者会
善き牧者会（よきぼくしゃかい、仏: Institut du Bon Pasteur, 羅: Institutum a Bono Pastore) は、トリエント・ミサおよび他の伝統的な秘跡を推進する聖伝主義派の司祭によって構成された、カトリックの使徒的生活の会である。同会は聖座とのフル・コミュニオン（完全な交わり）状態にある。2024年時点で、「善き牧者会」には62名の司祭、5名の助祭、そして12カ国から44名の神学生が所属しており、3大陸にまたがる7か国で活動している。

## 背景
ポール・オラニエ神父は、1976年から1994年まで聖ピオ十世会のフランス管区長を務めていたが、2004年に同会から追放された。これは、2002年に聖座とブラジル・カンポスの司祭たち（ヴィアンネ会 Personal Apostolic Administration of Saint John Mary Vianney を形成する司祭たち）との合意を支持する発言を行ったことが理由とされている。ヴィアンネ会の司祭たちはベネディクト16世による「継続性の解釈学」を受け入れた一方で、「善き牧者会」の司祭たちは、トリエント形式のローマ典礼を専ら使用することと第2バチカン公会議の改革を批判することをバチカンから許可されている。例えば、オラニエ神父は、モンフォール文化協会 Montfort Cultural Association を通じて、マルセル・ルフェーブル大司教とその聖伝主義的主張を擁護するポルトガル語の本を出版している。
2004年8月、フィリップ・ラゲリ神父は、聖ピオ十世会が深刻な問題を抱えており、それが神学校での司祭召命を妨げていると苦言を呈したため、追放された。懲戒措置としてメキシコへの転任を命じられたが、ラゲリはこれを拒否した。
ラゲリ神父は長年、1977年から聖ピオ十世会の関係者によって占拠されているパリのサン＝ニコラ＝ドゥ＝シャルドネ教会を管理していた。1993年には、別のパリの教会であるサン＝ジェルマン＝ロセロワ教会 Church of Saint-Germain-l'Auxerroisを占拠しようと試みたが果たせなかった。また、2002年1月には、ボルドーでサン＝エロワ (Saint-Eloi) 教会を占拠する計画を成功させた。この占拠は市議会の承認を得たものの、大司教区の承認は得られなかった。
クリストフ・エリー Christophe Héry 神父はラゲリ神父を支持したことで聖ピオ十世会を追放され、ギヨーム・ド・タヌアーン Guillaume de Tanoüarn 神父も同様に追放された。タヌアーン神父は、サン＝マルセル宗教協会およびパリのサン＝ポール・センターの創設者であった。
2006年6月15日、フランスのナンテールにある大審裁判所の法廷が、ラゲリ神父とエリー神父の復職を命じた。

## 設立
彼らはすでに新たな道を歩むことを決意していた（彼らは依然として聖ピオ十世会の一員である主張する者もいる）。2006年9月8日、聖母マリアの誕生の祝日に、ボルドーに所属していたアンリ・フォレスティエ Henri Forestier 神父と共に「善き牧者会」を設立した。この使徒的生活の会は、聖座とのフル・コミュニオン（完全な交わり）の中にある。数名の神学生が新たな団体に加わり、その中には叙階を間近に控えた者もいた。会則は暫定的な5年間の実験期間として承認され、これに署名したダリオ・カストリヨン・オヨス Darío Castrillón Hoyos 枢機卿は、彼らに叙階の秘跡を授けることを約束した。
ラゲリ神父は2006年3月に、聖座との合意はカトリック教会の本質的な構造上必要であると述べ、信徒たちに対して、ローマの善意の表れや、1960年から2000年にかけての教義的混乱やスキャンダルを終わらせようとする意図に注目するよう求めた。また、教皇ベネディクト16世の演説を引用し、「公会議の精神」を口実にした行き過ぎを非難するものだと指摘した。

## 聖座との合意
聖座は当会会員に対し、1962年版ローマ・ミサ典書を使用した「トリエント式」のローマ典礼を教団独自の典礼として使用することを許可した。一方、創立メンバーは各自、ローマ教皇庁の真正な教導権を「教会の不可謬の教導権に完全に忠実であること」を誓った。会員は、教皇ベネディクト16世が2005年12月22日にローマ教皇庁に向けて行った演説に従い、真摯で建設的な形で第2バチカン公会議を批判することができるが、最終的な真の解釈を行うのは使徒座であることを認識しているとされる。

## 現在の状況
2007年2月6日までのわずか5ヶ月足らずの間に、会員は10人の司祭と2人の助祭（うち1人は司祭叙階間近）に増加し、ラゲリ神父のブログ blogに名前が掲載された。教団の2つの修道院には、まだ正式に加わっていない助祭、副助祭、そして8人の神学生がいた。また、1人の男性信徒会員もいた。2007年3月3日の叙階式では、さらに2人の司祭が加わり、助祭の数は2人のままとなった。多くの場所から司祭叙階を求める申請があったが、会はその点について慎重に対応していた。
カストリヨン枢機卿は、会設立時の約束を果たし、2007年9月22日に司祭5人を叙階した。そのうちの1人は、聖ピオ十世会の元会員であった。ボルドーの大司教であり、フランス司教団会議の会長であるジャン＝ピエール・リカル Jean-Pierre Ricard も出席した。 
2008年9月8日までに、会の司祭は 18 名、神学生は30名に増加した。司祭は翌月には22名、2009 年春には24名に増加している。
2009年9月、会はフランスに哲学を学ぶ神学生の養成のための家と、ローマに神学を学ぶ学生のための住居を持っていた。また、フランスの8箇所のミサセンター、チリ、コロンビア、イタリア、ポーランド、スペイン各国に1箇所ずつ有するミサセンター、および3箇所の学校も運営していた。また、The Reparative Slaves of the Holy Family（聖家族の贖罪のしもべ会）は、3人のシスターの入会によって設立された。
彼らはローマに「カッサ・サン・クレメンテ　Casa San Clemente」を開設し、マチュー・ラフレ Matthieu Raffray 神父がその責任者を務め、ジョルジョ・レンツィ Giorgio Lenzi 神父が補佐していた。

2019年時点で、会はカリフォルニア州モントレーでミッションを運営しているが、これが彼らの米国における唯一のプレゼンスである。

2021年、ピーター・A・リバシ司教はウィンチェスター（ニューハンプシャー州）に会の個人教区を設立した。
2023年時点で、61名の司祭、46名の神学生を擁し、4大陸9カ国で活動している（フランス、ポーランド、イタリア、ポルトガル、ブラジル、コロンビア、アメリカ、ウガンダ、オーストラリア）。

## ラテンアメリカ教区
2006年11月1日、ラファエル・ナバス・オルティス Rafael Navas Ortiz 神父がラテンアメリカ教区の責任者に任命された。
2008年2月、未確認の噂が流れた。それによれば、チリ・サンティアゴ大司教フランシスコ・ハビエル・エラズリス・オッサFrancisco Javier Errázuriz Ossa枢機卿が教団に対し、トリエント式ミサの挙行を中止し、国を離れるよう命じたという。サンティアゴではトリエント式ミサを公に立てることは許可されておらず、そのため、同神父のミサ挙行は自発教令「スンモールム・ポンティフィクム」によって許可された私的なものとなっている。
I2011年3月、コロンビア・ボゴタにある独立した礼拝堂がボゴタ大司教によって教団に正式に加わり、現在では大司教区によって正式に認められている。礼拝堂の司祭は、公開のミサ（トリエント式ミサ）を立て、告解を聴くための権限を与えられている。
ブラジルでは、ブラジリア、サンパウロ、ベレン、クリチバに拠点を有し、他の主要都市でも使徒職を遂行している。

## See also
- カトリック聖伝主義
- Consecrated life
- トリエント・ミサ
- 聖ピオ十世会
- 聖ペトロ司祭兄弟会
- Institute of Christ the King Sovereign Priest
- Preconciliar rites after the Second Vatican Council
- 奉献生活の会
- Religious institute
- 在俗会
- マルセル・ルフェーブル
- 使徒的生活の会
- Vocational Discernment in the Catholic Church

## 参照
1. ↑  Notre charisme – Institut du Bon Pasteur
2. 1 2  Nos prêtres
3. ↑  “ITEM” (フランス語). la.revue.item.free.fr. Template:Cite webの呼び出しエラー：引数 accessdate は必須です。
4. ↑  “Notre charisme” (フランス語). Institut du Bon Pasteur 2020年3月10日閲覧。
5. ↑  “A Herança Doutrinária de D. Marcel Lefebvre” (ポルトガル語). Livraria Montfort. 2020年3月10日閲覧。
6. ↑  
The case of Fr. Philippe Laguérie in Bordeaux Archived 2006-10-13 at the Wayback Machine. – SSPX USA
7. ↑  “マニラのeそよ風　ボルドー（フランス）の聖エロワ教会（L’Eglise Saint-Eloi）”. www.immaculata.jp. 2024年12月26日閲覧。
8. ↑  "M l’abbé de Tanouarn installe son brillant « Centre saint Paul » à Paris."Interview by Father Aulagnier, 21 September 2006[リンク切れ]
9. ↑  “La Justice déclare illégales et annule les exclusions des abbés Laguérie et Héry” (フランス語). la.revue.item.free.fr. Template:Cite webの呼び出しエラー：引数 accessdate は必須です。
10. ↑  "Je reste toujours membre de la FSSPX, jusqu’à ma mort. Je ne peux me résoudre à quitter ce que j’ai aimé. Follement. L’Eglise a besoin d’elle. Elle a besoin de tous ses prêtres." (I still remain a member of the SSPX. Until death. I cannot get myself to abandon what I have loved, madly loved. The Church needs the Society. She needs all her priests.) L’Institut du Bon Pasteur - par l’abbé Paul Aulagnier [リンク切れ]
11. ↑  “- La revue Item -” (フランス語). la.revue.item.free.fr. Template:Cite webの呼び出しエラー：引数 accessdate は必須です。
12. ↑  “Commission Pontificale " Ecclesia Dei "” (フランス語). la.revue.item.free.fr. Template:Cite webの呼び出しエラー：引数 accessdate は必須です。
13. ↑  “Christmas greetings to the Members of the Roman Curia and Prelature (December 22, 2005) | BENEDICT XVI”. www.vatican.va. Template:Cite webの呼び出しエラー：引数 accessdate は必須です。
14. ↑  “Communiqué des prêtres de l'Institut du Bon Pasteur” (フランス語). 2011年2月8日時点のオリジナルよりアーカイブ。2006年9月9日閲覧。
15. ↑  Un cardinal venu de Rome ordonne cinq prêtres traditionalistes de l'Institut du Bon Pasteur Archived 2007-09-24 at the Wayback Machine., Le Monde, 24 September 2007
16. ↑  “l'IBP a deux ans”. 2009年10月6日時点のオリジナルよりアーカイブ。2009年9月15日閲覧。
17. ↑  “:: Institut du Bon Pasteur ::”. www.institutdubonpasteur.org. 2024年12月26日閲覧。
18. ↑  “[Institute of the Good Shepherd – Communiqué of the Superior General] Official opening of the House of St. Clement in Rome”. Tradinews.blogspot.com (2015年10月). 2018年2月19日閲覧。
19. ↑  Decree of erection of the Saint Stanislaus Parish
20. ↑  “Rentrée au séminaire : 17 nouveaux séminaristes pour l'Institut du Bon Pasteur”. www.seminairesaintvincent.fr (2023年10月17日). Template:Cite webの呼び出しエラー：引数 accessdate は必須です。
21. ↑  “Latin America District Superior Nomination Letter”. 2007年9月28日時点のオリジナルよりアーカイブ。2007年4月6日閲覧。
22. ↑  “No muero...entro en la vida” (スペイン語). Template:Cite webの呼び出しエラー：引数 accessdate は必須です。